# Wuling Hongguang Plus
Wuling Hongguang Plus – samochód osobowy typu minivan klasy średniej produkowany pod chińską marką Wuling od 2019 roku.

## Historia i opis modelu

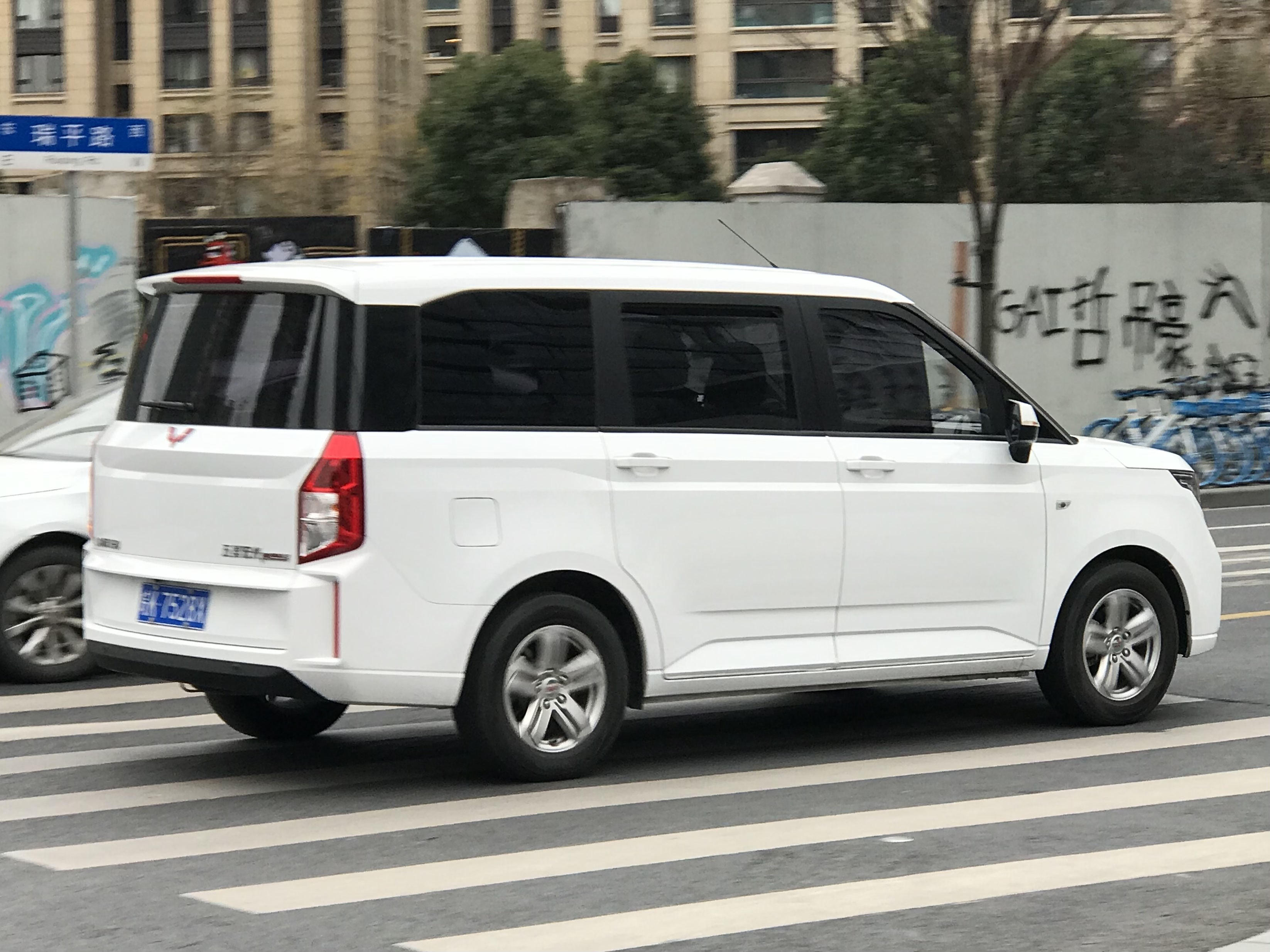
Wuling Hongguang Plus - tył

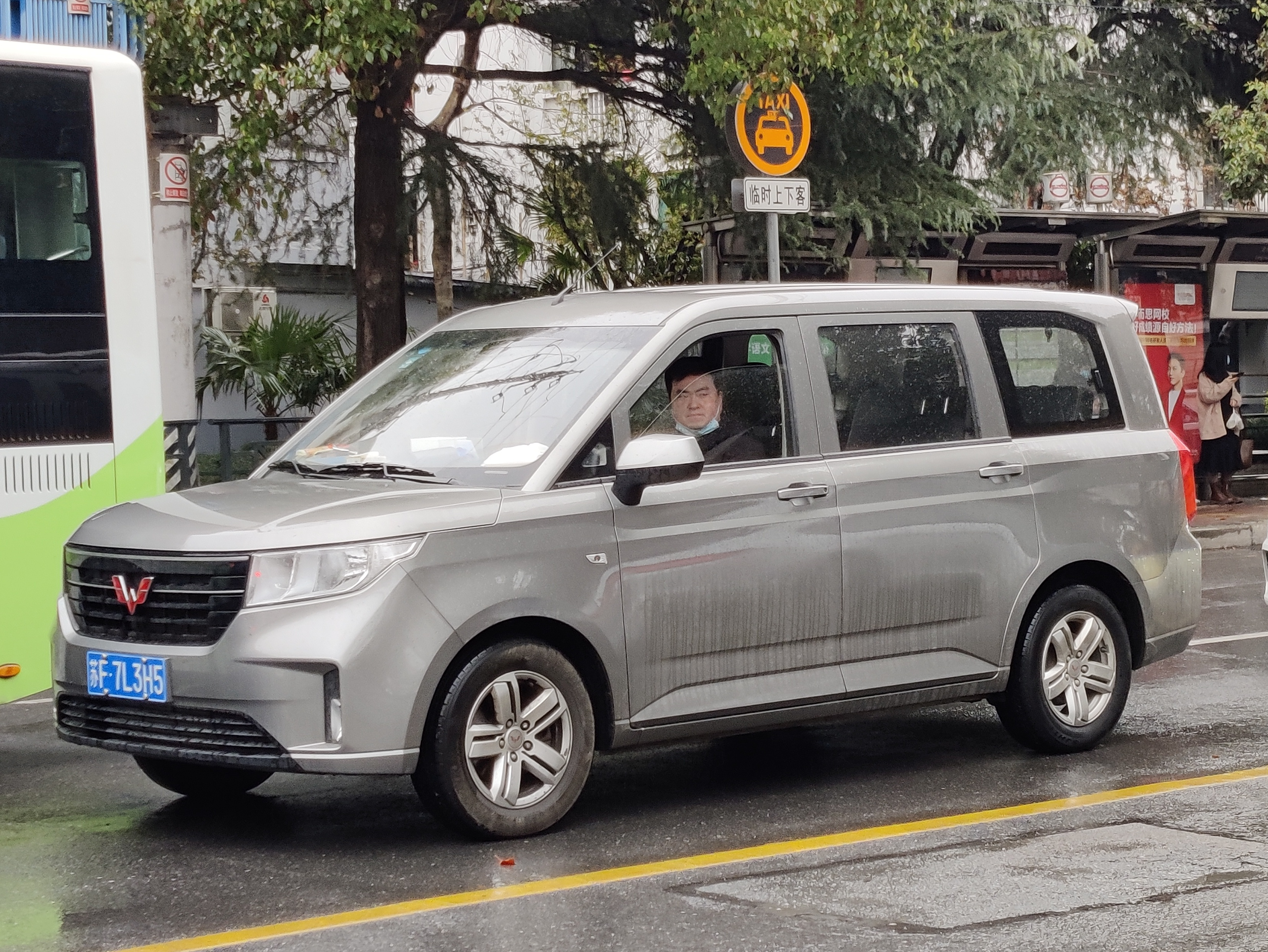
Wuling Hongguang Plus Base

We wrześniu 2019 roku Wuling przedstawił nowy model z rodziny modelowej Hongguang, który zasilił ofertę jako duży, sztandarowy minivan będący największym pojazdem tego typu w ofercie chińskiego producenta. Samochód utrzymany został w nowoczesnym wzornictwie, z foremną i kanciastą stylistyką z rozległą, sześciokątną atrapą chłodnicy, wysoko osadzonymi reflektorami, a także dużą powierzchnią przeszklenia karoserii.
Kabina pasażerska została przystosowana do transportu 6 pasażerów na niezależnych fotelach z własną regulacją i podłokietnikami przymocowanymi do krawędzi oparcia, które umieszczono w 3 kolejnych rzędach. Tablica przyrządów utrzymana została z kolei w minimalistycznym wzornictwie, z centralnie umieszczonym ekranem dotykowym systemu multimedialnego.
Gamę jednostek napędowych utworzył jeden, czterocylindrowy silnik benzynowy o pojemności 1,5-litra. Charakteryzuje się on mocą maksymalną 150 KM oraz maksymalnym momentem obrotowym 245 Nm w połączeniu z sześciobiegową manualną skrzynią biegów..

### Sprzedaż
Wuling Hongguang Plus zbudowany został z myślą o wewnętrznym rynku chińskim, bez planów na eksport. Sprzedaż flagowego minivana chińskiego producenta rozpoczęła się miesiąc po premierze, w październiku 2019 roku.

### Silnik
- R4 1.5l Turbo